# Pensez donc !
Pensez donc ! (titre original : Think!) est une nouvelle d'Isaac Asimov publiée pour la première fois en janvier 1977 dans Isaac Asimov's Science Fiction Magazine. Elle est disponible en langue française dans le recueil de nouvelles Nous les robots.

## Résumé
Le Docteur Geneviève Renshaw tente de convaincre le physicien James Berkowitz et l’ingénieur Adam Orsino de la soutenir dans un projet de recherche de laséro-encéphalogramme. Pour ce projet, Geneviève utilise un ordinateur qu’elle a elle-même modifié, et nommé affectueusement « Lord », diminutif de « l’ordinateur ». L’expérience prend un tour surprenant lorsque l’installation leur permet de la télépathie entre eux, ainsi que d’entendre les pensées de Lord.